# Temo Matiu
Pour les articles homonymes, voir Matiu.
Pas d'image ? Cliquez ici

a Compétitions nationales et continentales officielles uniquement.

b Matchs officiels uniquement.
Dernière mise à jour le 29 octobre 2024.
Temo Matiu, né le 20 juillet 2001 à Biarritz (Pyrénées-Atlantiques), est un joueur français de rugby à XV. Il évolue au poste de troisième ligne centre ou de troisième ligne aile à l'Union Bordeaux Bègles en Top 14.
Il est le fils de Legi Matiu, international français d'origine néo-zélandaise de rugby à XV.

## Biographie
Temo Matiu naît à Biarritz dans les Pyrénées-Atlantiques en France. Son père, Legi Matiu, est un joueur néo-zélandais de rugby à XV devenu international français,.
Durant sa jeunesse, il pratique plusieurs sports avant de se consacrer lui aussi au rugby à XV. Il évolue notamment à Dax, Mont-de-Marsan et Labenne en basket-ball jusqu'à 19 ans, avant de rejoindre l'équipe espoir du Biarritz olympique au début de l'année 2021.
Il fait ses débuts en équipe première contre le Stade aurillacois en novembre 2022. En mai 2023, il signe un contrat jusqu'en 2025, prévoyant son passage en professionnel pour la saison 2024-2025.
Il s'engage par la suite avec l'Union Bordeaux Bègles en Top 14, à partir de la saison 2024-2025.
Il est convoqué pour la première fois à un stage de préparation avec le XV de France, en vue d'un match contre l'Argentine le 22 novembre 2024.